# محمودآباد (تاکستان)
روستای محمودآباد از توابع بخش اسفرورین در شهرستان تاکستان، استان قزوین، ایران است. این روستا سابقا جزء منطقه دشتابی بود که با تأسیس بخش اسفرورین در سال ۱۳۷۶ جزئی از این بخش گردید.

## موقعیت
روستای محمودآباد در ۲۰ کیلومتری قسمت جنوب شرقی شهرستان تاکستان و در قسمت شمال شهر اسفرورین قرار دارد.

## تاریخچه

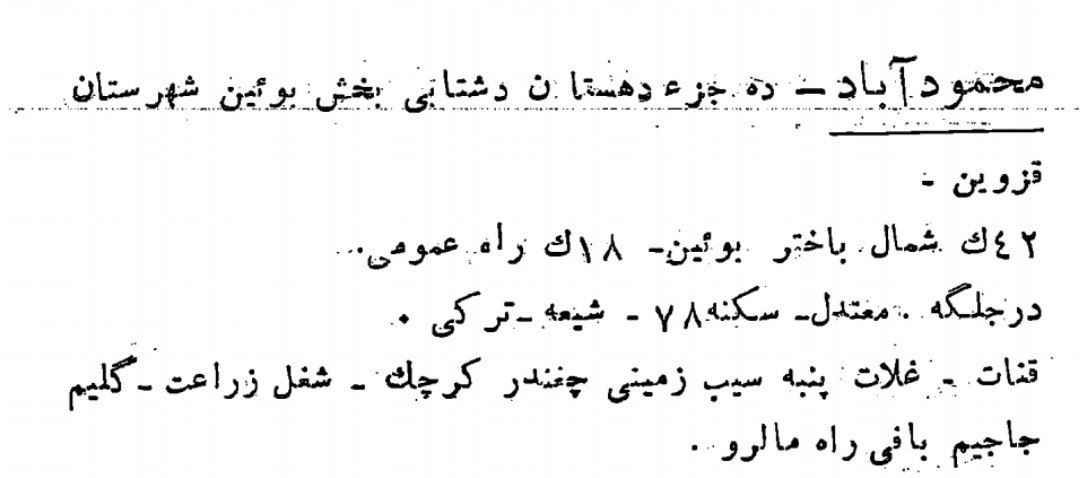
توضیحاتی در باب روستای محمودآباد در کتاب فرهنگ جغرافیایی ایران

این روستا حدوداً ۱۰۵ سال پیش توسط شخصی به نام بیگلربیگی بنا گردیده‌است، نامبرده دو فرزند پسر به نامهای محمود و حسین داشته و با توجه به اینکه در زمانهای قدیم املاک و زمینها در اختیار اربابان قرار داشته‌است و برای اینکه بیگلربیگی بتواند کنترل کلیه زمینهای خود را داشته باشد، اقدام به بنای دو روستای مورد نظر یکی به نام حسین و دیگری به نام محمود احداث می‌نماید و یکی را حسین آباد و دیگری را محمودآباد نامگذاری کرده‌است.

## جمعیت
این روستا در دهستان اک قرار داشته و براساس سرشماری سال ۱۳۸۵جمعیت آن ۴۵۳نفر (۱۱۲خانوار) بوده‌است. زبان مردم این روستا ترکی و مردم آن مسلمان شیعه هستند.

## محصولات
محصولات کشاورزی این روستا عبارتند از گندم، جو، آفتابگردان، سیب، هلو، شلیل، و غیره.